# Alsted Mølleå
Alsted Mølleå er et cirka 8 km langt tilløb til Gudenåen, der munder ud fra syd i Tørring lige før vejbroen i Tørring, hvorfra kanosejladsen på Gudenåen er mulig. Den har sit udspring på den lille Bjerlev Hede, sydvest for Tørring, og lidt øst for Givskud. Det nedre løb fra udkanten og gennem Tørring kaldes også Slårup Å.
Ved Alsted Mølle, der er kendt tilbage til 1664 har der både været vand- og vindmølle og i 1918 blev det ombygget til elværk med to turbiner.

## Beliggenhed
Åens øvre løb ligger i Vejle Kommune, (indtil 2007 i Give og Jelling Kommune i Nørvang Herred), og dens nedre løb ligger i Hedensted Kommune (indtil 2007 i Tørring-Uldum Kommune i Vrads Herred).